# San Canzian d’Isonzo
San Canzian d’Isonzo ist eine italienische Gemeinde (comune) mit 6023 Einwohnern (Stand 31. Dezember 2023) in der Region Friaul-Julisch Venetien.

## Geographie
Die Gemeinde liegt am Fluss Isonzo auf der orographisch linken Uferseite nur wenige Kilometer nördlich der Adria, etwa 20 Kilometer von Görz und 30 Kilometer von Triest entfernt. In das Gemeindegebiet fällt das 35,6 km² große NATURA 2000 Schutzgebiet an der Isonzomündung Riserva Naturale Della Foce Dell’Isonzo (WDPA-ID 178854).

## Verwaltungsgliederung
Das Gemeindegebiet mit seinen 33 km² umfasst neben San Canzian d’Isonzo auch die drei Fraktionen: Begliano, Isola Morosini und Pieris. Der Gemeindesitz liegt in Pieris. Nachbargemeinden sind Fiumicello Villa Vicentina, Grado, Ronchi dei Legionari, San Pier d’Isonzo, Staranzano und Turriaco. Bis zur Auflösung der Provinzen in der Region Friaul-Julisch Venetien 2017 gehörte die Gemeinde zur Provinz Gorizia (GO).

## Geschichte
Der Name der Gemeinde und die drei Kreuze in ihrem Wappen beziehen sich auf die drei Märtyrer-Geschwister Cantius, Cantianus und Cantianilla, die laut Überlieferung hier das Martyrium erlitten und bestattet wurden.
Die Gemeinde war bis zum Ende des Ersten Weltkriegs Teil der Grafschaft Görz und Gradisca, wobei sie dem Gerichtsbezirk Monfalcone unterstellt war, der wiederum Teil des Bezirks Monfalcone war.

## Persönlichkeiten
- Fabio Capello (* 1946), Fußballspieler und -trainer

## Bilder

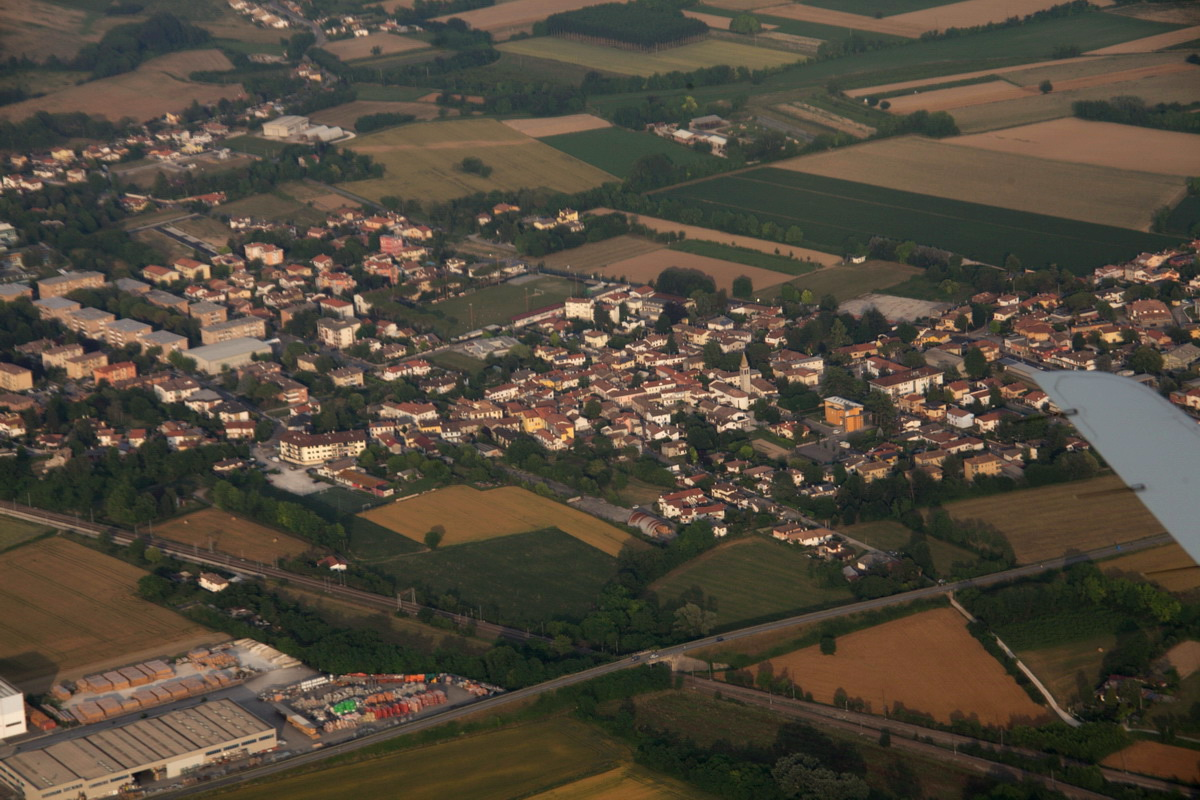
Ortsteil Pieris
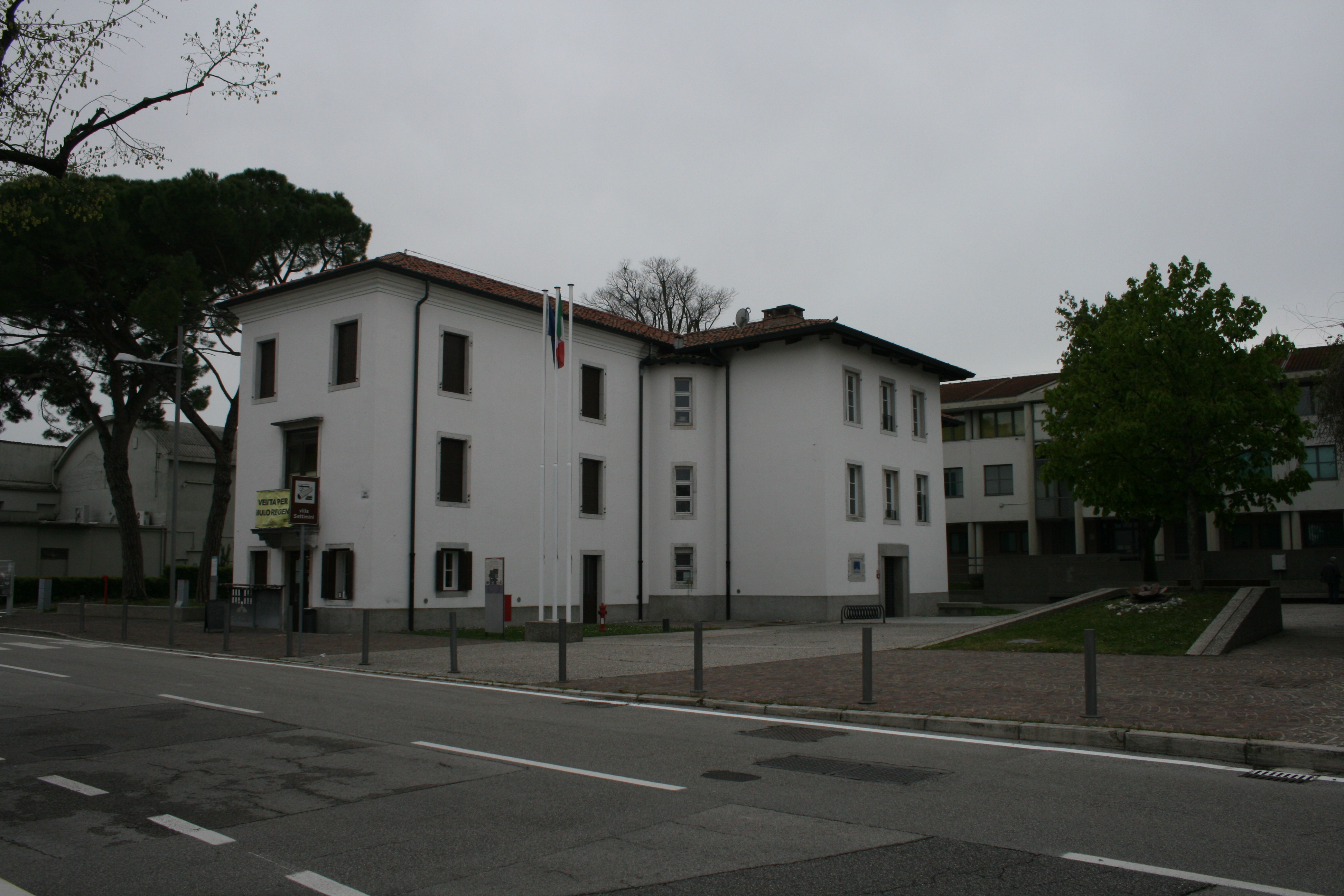
Rathaus
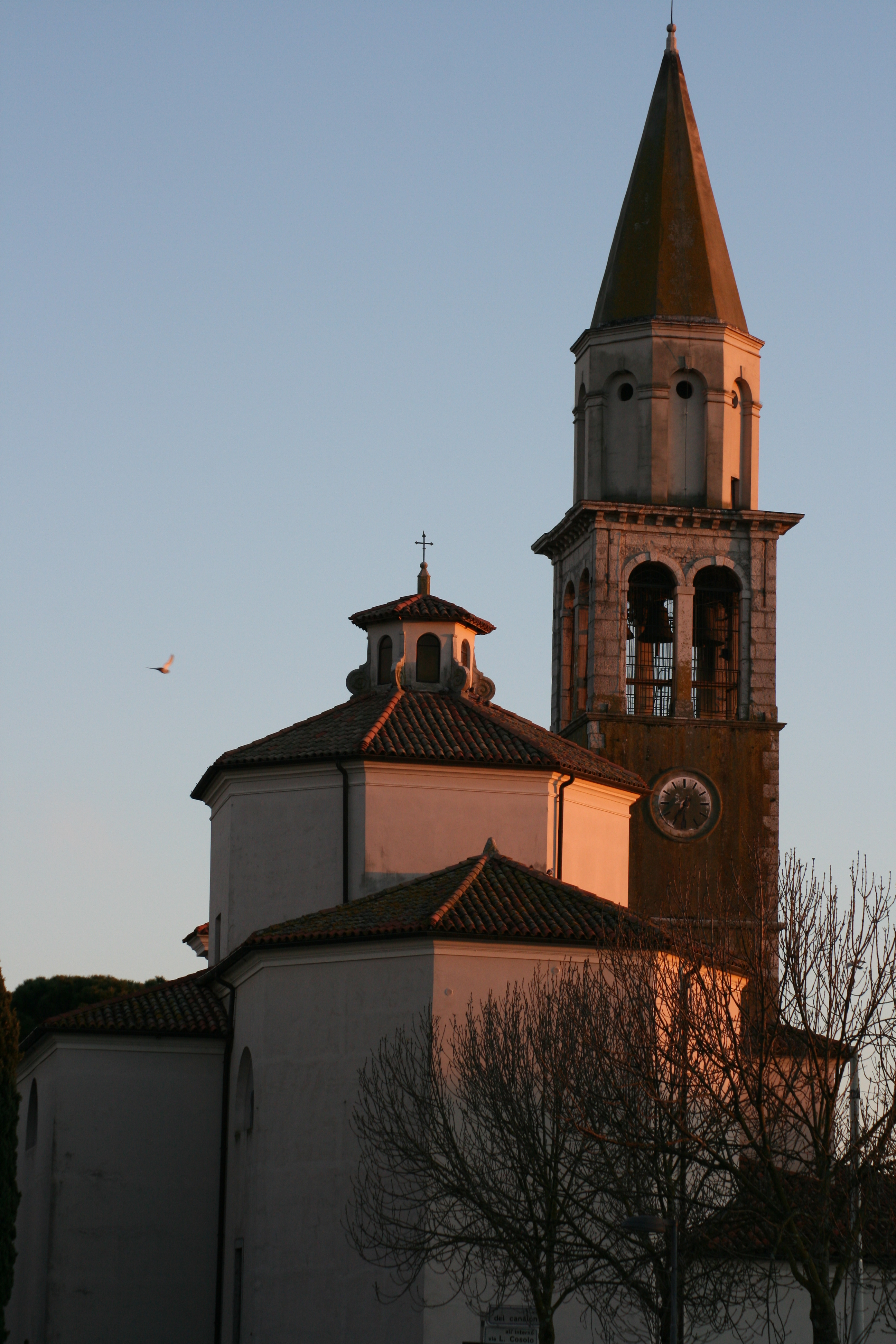
Santa Maria Maddalena im Ortsteil Begliano
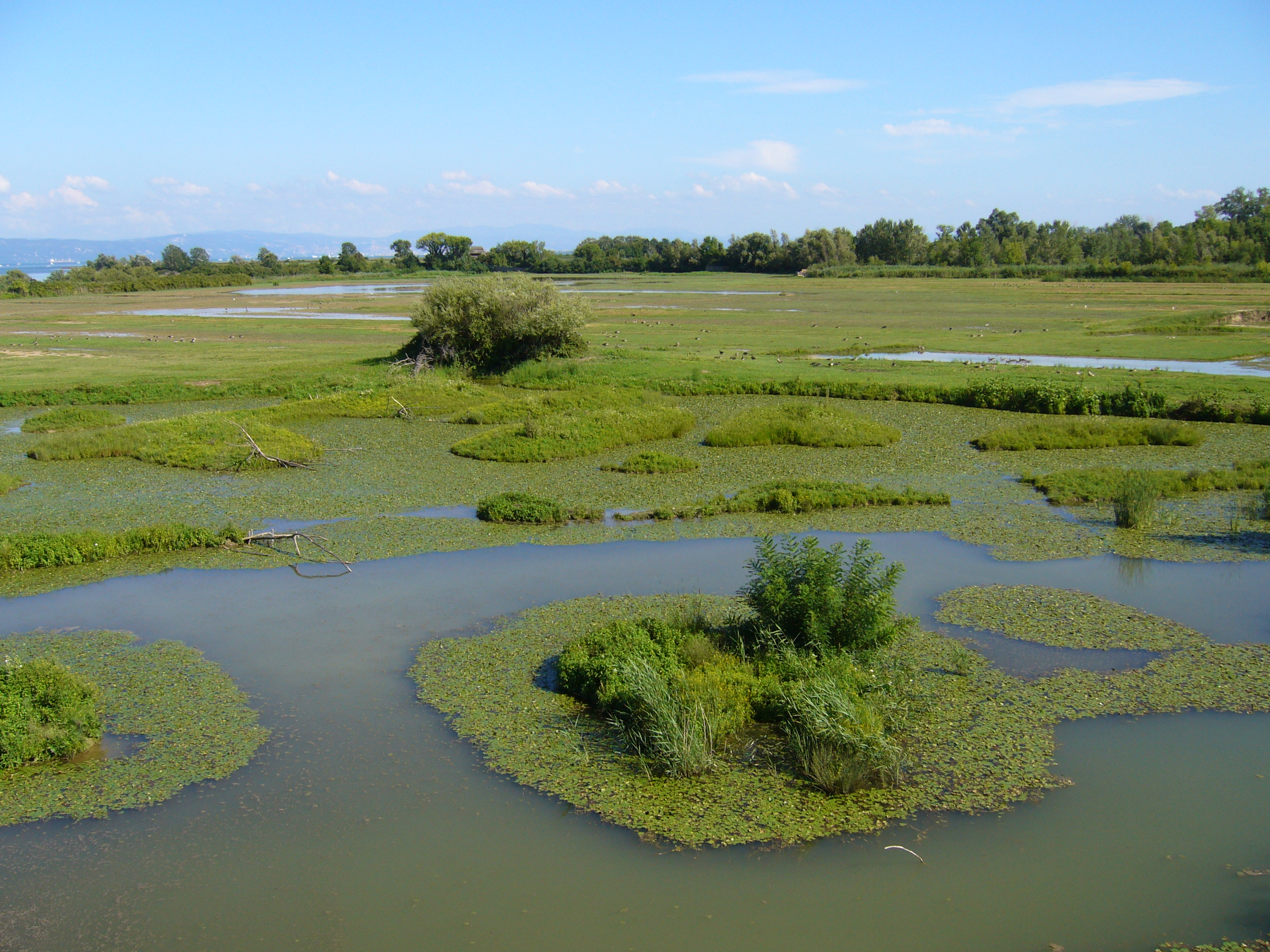
Naturschutzgebiet Isonzomündung
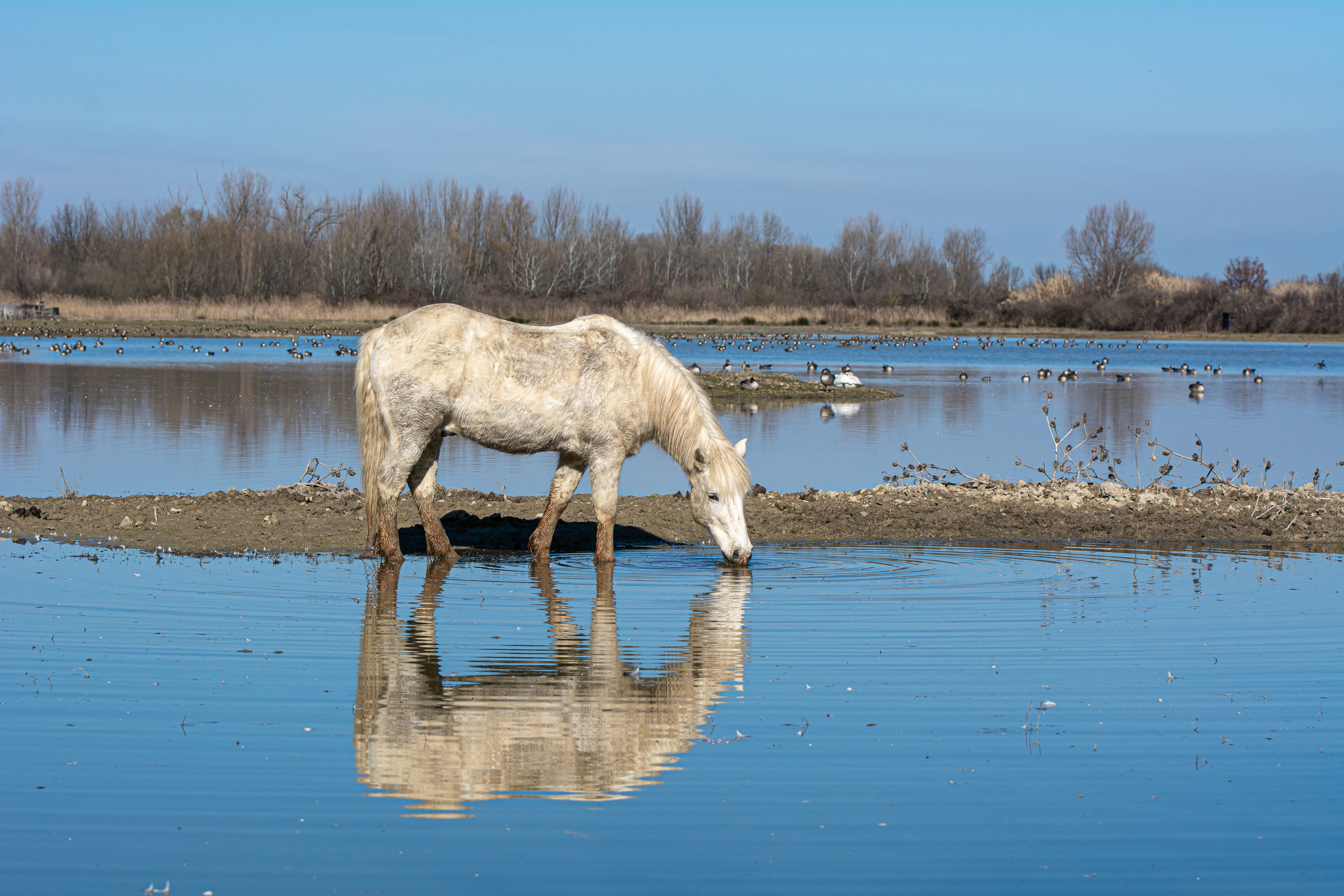
Camargue-Pferd im Naturschutzgebiet